# Björn Graah-Hagelbäck
Björn Graah-Hagelbäck, född 26 januari 1921 i Linköping, död 1982, var en svensk överstelöjtnant och officer vid bland annat Försvarsstaben och Förenta nationerna.
Han var son till automobilinspektören Knut Graah-Hagelbäck och Ebba Larpent Svendsen. Efter studentexamen 1939 blev han fänrik vid Livgardet till häst (K 1) 1942, löjtnant 1944 och ryttmästare 1951. Han genomgick Krigshögskolan 1952–1954 och utnämndes till kapten vid Generalstaben 1957.
Graah-Hagelbäck tjänstgjorde som adjungerad chef vid Försvarsdepartementet 1958 och som expert i Försvarets personalvårdsutredning 1959–1961. Han var sekreterare i 1960 års försvarsattachéutredning 1959–1960, och blev major vid Livgrenadjärregementet (I 4) 1961.
Han hade samarbetsuppdrag för Sveriges räkning med såväl Storbritannien som USA 1960. Under samma år blev han chef för de svenska FN-styrkorna i Kongo 1960–1961, och tjänstgjorde därefter som förbindelseofficer vid FN:s huvudkontor i Leopoldville 1962. 
År 1963 blev han avdelningschef vid Försvarsstaben, 1964 tjänstgjorde han vid Försvarshögskolan och samma år befordrades han till överstelöjtnant.

## Utnämningar och utmärkelser
- Riddare av Svärdsorden
- Minnestecken med anledning av Gustav Vs 90-årsdag
- Österrikiska republikens förtjänstorden i guld

## Privatliv
Björn Graah-Hagelbäck gifte sig 1946 med Ebba Finsson, dotter till apotekaren Nils Finsson och Ebba Andersson. Paret fick fyra barn.